# Ensemble Altstadt Burgau

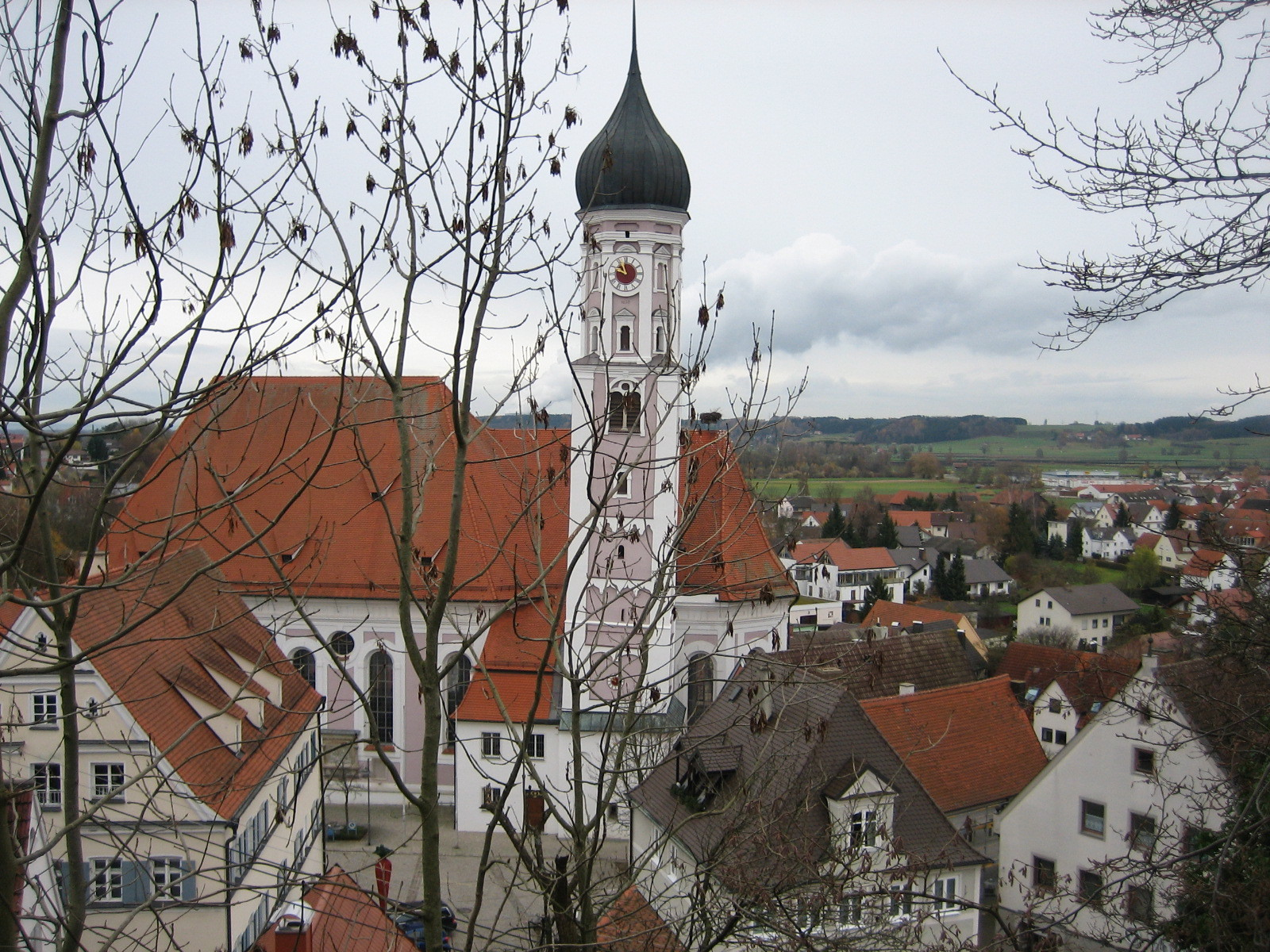
Blick auf die Altstadt von Burgau mit der katholischen Pfarrkirche Mariä Himmelfahrt

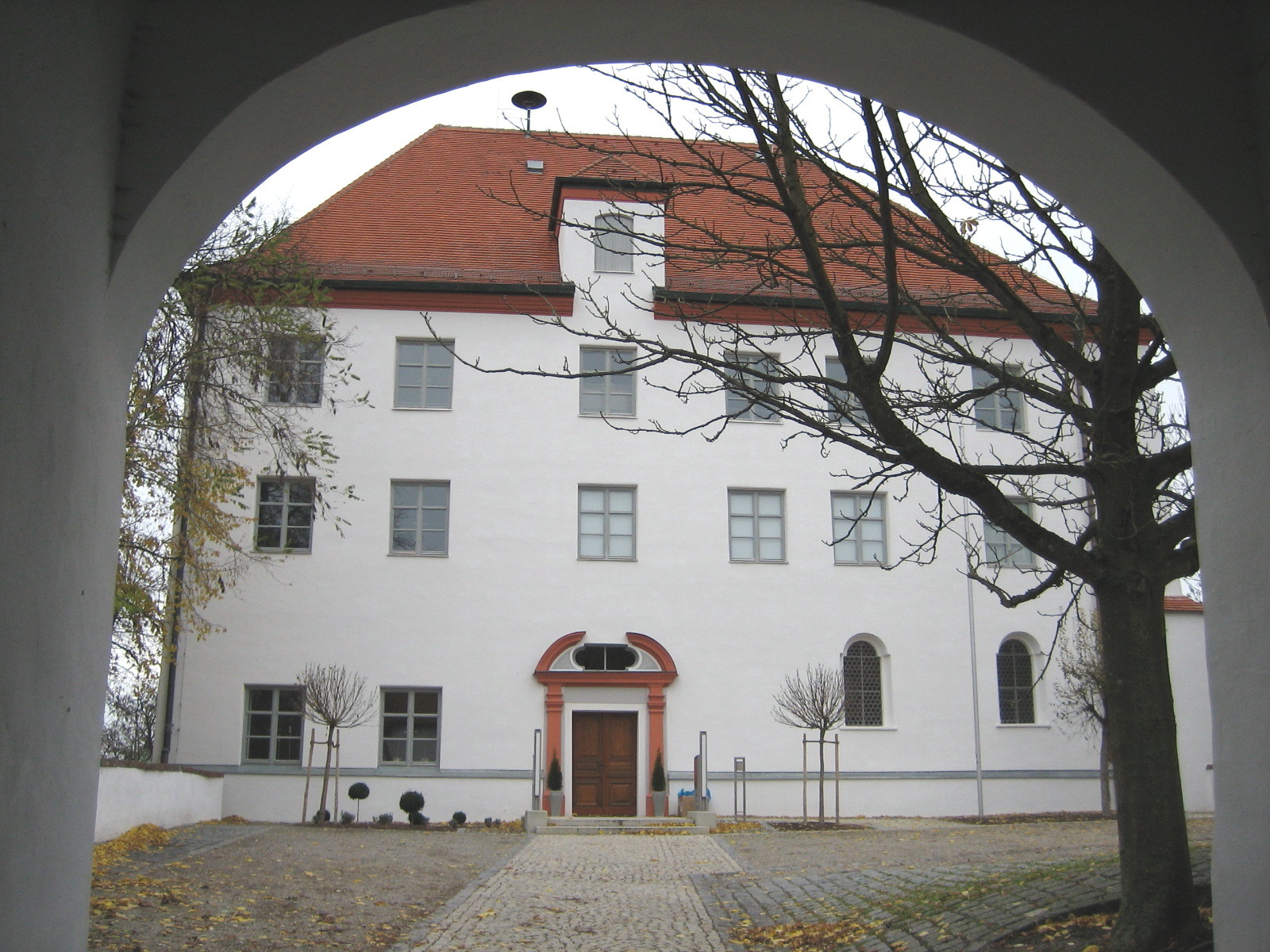
Schloss in Burgau

Das Ensemble Altstadt Burgau umfasst den ältesten Ortskern der Stadt Burgau im Landkreis Günzburg in Bayern. Um die aus dem Hochmittelalter stammende, 1147 erstmals genannte Burg entwickelte sich gegen 1300 ein Marktort.
Den steilen Burgberg, der gegen Süden durch einen tiefen Halsgraben vom Höhenzug westlich des Mindeltals abgetrennt ist, umschließt konzentrisch der Zug der Norbert-Schuster-Straße sowie der Stadtstraße, der mit der nördlichen Erweiterung des Kirchplatzes den Ortskern bildet. 
Burgau besaß neben der stark befestigten Burg keine eigenen Mauern und war schon vor dem 16. Jahrhundert nur durch zwei Tore abgeschlossen, von denen eines, der sogenannte Blockhausturm, in der Form von 1614 erhalten ist. 
Auf der sich im Grundriss noch klar abzeichnenden mittelalterlichen Grundlage erheben sich die Bürgerhäuser des 16. bis 18. Jahrhunderts, die meist giebelständig zur Straße ausgerichtet sind. Sie werden überragt von der 1704 stark erneuerten Burg, dem heutigen Schloss, und der katholischen Pfarrkirche Mariä Himmelfahrt von 1789.

## Einzeldenkmäler
Siehe: Liste der Baudenkmäler in Burgau